# アネイロ
『アネイロ』は、ALcotハニカムから2011年6月24日に発売された18禁恋愛アドベンチャーゲームである。ALcotハニカム第6作目にあたる。キャッチフレーズは「お姉ちゃん（わたしたち）色に染まるまで離してあげないから☆」。

## あらすじ
両親の海外転勤で数年間海外で暮らしていた日比野航は、進学を期に日本へ戻ることとなった。進学先は全寮制の学園であり、そこでは姉の薫子と姉同然の幼なじみ・樟木瑛菜と再会する。ブラコンな薫子とツンデレな瑛菜と昔のように仲良く学園ライフを満喫するはずだったが、学園では有名人である2人に振り回されながら部活を手伝うことになったうえ、結果を出さないと廃部になってしまう。2人からお願いされ、航はどうするのか。

## 登場人物

### メインキャラクター
日比野 航（ひびの こう）
声 - なし
本作の主人公である青年。
科学者の両親の海外転勤で付き添う形で数年間日本を離れていたが進学を期に日本へ戻ってきた。姉の薫子がいる全寮制の学園に入学し、薫子と幼なじみの瑛菜と再会を果たす。
抱きつくなどスキンシップや言動から、学園で姉共々有名になってしまう。自分にそのつもりはなくともレベルの高い女性ばかり集まるのでゆいなからはハーレム呼ばわりされる。勉強は普通にでき、ゆいなからは恨み言を言われる。
姉達が部活査定（以下CA）の勧告を受けた事から科学部と占星術部の二つを掛け持ちしつつ面倒をみる事になった。
姉がだらしない事が知っていたが周りから話を聞いて頭を下げるなど出来た青年。思った事は行動に移すが、考えている事がすぐに顔に出てしまっていじられてしまう事が多い。幼い頃は姉らに泣きついていたりとシスコンだったが今では改善されたが姉らがブラコンになってしまった事が悩みの種。
容姿は草食系タイプ。
日比野 薫子（ひびの かおるこ）
声 - 小倉結衣
身長156cm  BWH：87/58/86 誕生日：8/18
航の姉で重度のブラコン。弟至上主義、弟依存症かと思えるくらいに航の事が大好き。本人は血の繋がりは全く気にしておらず、むしろ関係ないとさえ公言しているが親友の瑛菜が（本当に）ギリギリで止めてはいるが本人はかなり不満。普段は服を着て細身に見えるが実は隠れ巨乳。航とは恋人つなぎや腕を組んだり、抱きつき、「あーん」は当たり前で日常茶飯事。他人に見られても恥ずかしがることはない。
ゆいなからは『科学に愛されし聖乙女（サイエンティスト・オブ・ジャンヌダルク）』という二つ名を付けられた。二つ名の通り科学が好きで自ら科学部を立ち上げ、科学者になろうと日夜努力しているも、理詰めが苦手。実験を失敗し学内を停電させたりと迷惑をかけている。機械の修理を頼まれる事が多く、専門的でない限り大抵は直してしまう。専門はロボット工学。CAの最終目標は自分が理想とするロボットを造ること。
航が入学する前はパジャマで寮内を歩いたり学園に行こうとしたりするほどだらしない。片付けも苦手で部室は物が散乱しており顧問や生徒会からも片付けるようにとさんざん言われていた。しかし、航が入学してからはパジャマでうろついたりすることもなくなったと涼からも感謝された。
樟木 瑛菜（くすのき えな）
声 - 青葉りんご
身長158cm  BWH：85/55/83 誕生日：11/17
航とは1歳違いで姉のような幼なじみ。薫子ほどではないがブラコン。思ったことは口にしないと気が済まないタイプ。航の事は出会ったときから好意を寄せており、素直になれないツンデレ。クォーターで金髪碧眼で学園内でも知らない人はいないほどの美人。薫子とは親友だが対抗意識を持っており薫子が航と腕を組めば反対側で腕を組む等する。薫子とは違い羞恥心はあるが航と薫子が絡んでしまうとどこかへ消えてしまう。
ゆいなからは『万物を見知る碧眼の魔女（ウィッチ・オブ・エメラルドアイ）』という二つ名を付けられた。二つ名の通り占星術は勿論、オカルトの事を取り扱う。部室に霊道を引いたり聖水、床には魔法陣と本格的。占いが良く当たると評判で新聞部にも取り上げられている。専門的な知識も豊富で降霊術をするも窓ガラスを割ったり付近の部室でポルターガイストを引き起こしたりと薫子同様に迷惑をかけている。しかし、強気の性格で次へと向かう。CAの最終目標はある人物の霊を降霊し、姿が見えるように実体化させること。
弟の事となると周りが見えなく暴走する薫子のストッパー役。薫子とは同室で航の事で盛り上がる事も。航の事がからむと自制心がゆるくなってしまうのが玉にキズ。
鷲見 さやか（すみ さやか）
声 - 香澄りょう
身長164cm  BWH：81/53/79 誕生日：12/3
生徒会長。かなり優秀で一人で生徒会の仕事をこなしてしまうほど。小さい頃から一人で何でもこなしてきた為出来るようになった。2年生から2年間生徒会長を務めているスーパー超人。勉強、スポーツ、料理まで何でもこなす。学園に入学する前は水泳部に所属しており大会出場経験者。意外にお茶目で冗談を言ったりするが本気か分からない。
薫子と瑛菜とは（悪い意味で）顔見知り。いつも周りに迷惑をかけては反省文を書いているので専用のファイルが用意されている。航が彼女らの活動に関わることで改善を期待している。

### サブキャラクター
胡桃 ゆいな（くるみ ゆいな）
声 - 秋野花
身長：152cm  BWH：76/54/77 誕生日：1/28
航のクラスメイトで幼なじみ。新聞部に所属しており毎日ネタを探しているが航が入学したことでネタに悩む事がない。ゴシップ記事を書くことが得意であることない事を書き連ねては航に怒られている。
勉強の出来は良くなくかなりの低空飛行。航も同類と思っていたが出来ると知った時は裏切り者と非難した。あまりにも成績が悪いため「エンジャラスチャレンジャー」と自虐ネタに走った。
霧篠 涼（きりしの りょう）
声 - 鈴音華月
170cm  BWH：84/57/85 誕生日：7/27
薫子、瑛菜の担任で科学部、占星術部の顧問。彼女らには迷惑をかけられまくりの存在。航が入学したことで二人の抑止力と活力になるだろうと期待している。薫子に機械の修理のお礼の代わりに航の部屋の鍵を渡したり、航を女子寮の出入りを認めたり（薫子・瑛菜の部屋のみ）、航を生徒会に入れたりと冗談を実行に移すタイプ。さやかから呆れられているがこうした判断で間違っていた事はない。
面倒見がよく生徒らからの人気がある。

## スタッフ
- 原画 - Riv
- SD原画 - あおなまさお
- シナリオ - 朱姫桜花、サイトウケンジ、モーリー

## 主題歌
オープニングテーマ「未来への地図」
歌 - 青葉りんご / 作詞 - 夏希美羽（Angel Note） / 作曲・編曲 - 井ノ原智（Angel Note）
エンディングテーマ「夢の隣に」
歌・作詞 - 中山マミ（Angel Note） / 作曲・編曲 - RM-G